# Podastinje
Podastinje är en ort i Bosnien och Hercegovina.   Den ligger i entiteten Federationen Bosnien och Hercegovina, i den centrala delen av landet, 25 km nordväst om huvudstaden Sarajevo. Podastinje ligger 567 meter över havet och antalet invånare är 373.
Terrängen runt Podastinje är kuperad. Runt Podastinje är det ganska tätbefolkat, med 93 invånare per kvadratkilometer.. Närmaste större samhälle är Kiseljak, 1,8 km söder om Podastinje. 
I omgivningarna runt Podastinje växer i huvudsak lövfällande lövskog.